# Dagmar Thelander
Dagmar Louise Viktoria Thelander, född 23 februari 1912 i Stockholm, död där 26 oktober 1983, var en svensk tecknare och målare.
Thelander studerade vid Högre konstindustriella skolan i Stockholm 1930–1935 och under studieresor till Italien och Grekland. Separat ställde hon ut i Hägersten, Borgholm och på Galerie Æsthetica i Stockholm. Hon medverkade några gånger i Nationalmuseums Unga tecknare 1942–1947, samt samlingsutställningar i Ölands Skogsby och Borgholm. Tillsammans med fyra andra kvinnliga konstnärer ställde hon ut i en grupputställning på Galerie Moderne i Stockholm. Hennes konst består av blomsterstilleben, interiörer, porträtt och landskapsskildringar från Öland utförda i pastell eller i form av teckningar. Som illustratör illustrerade hon flera läroböcker bland annat Biologi för gymnasiet.